# لتون سه‌زبانه

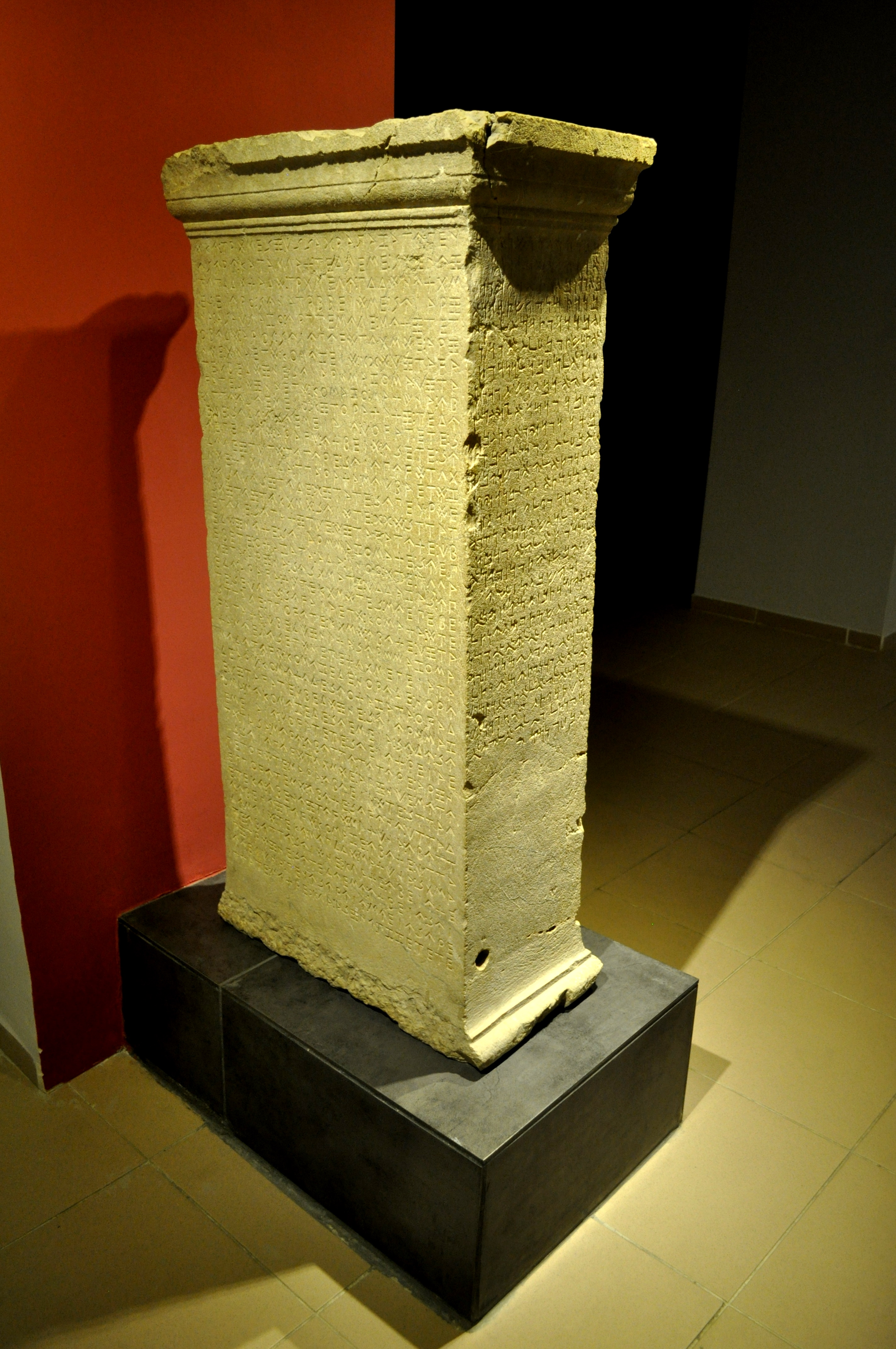
تخته لتون سه‌زبانه در موزه فتحیه

لتون سه‌زبانه یا زانث سه‌زبانه (به انگلیسی: Letoon trilingual)، کتیبه‌ای به سه زبان لسیایی، یونانی و آرامی است.
در سال ۱۹۷۳ در طول کشف باستان‌شناسی از لاتون معبد پیچیده‌ای، در نزدیکی زانث، باستانی لیکیا کشف شد. این کتیبه، ثبت عمومی حکمی است که ۴۱ سطر دارد. یونانی، ۳۵ و آرامی، ۲۷. آنها ترجمه کلمه به کلمه نیستند، اما هر کدام دارای برخی از اطلاعات هستند که در اطلاعات دیگر وجود ندارد. نسخه آرامی تا حدی متراکم است.

## سایت
لاتون یک مجموعه معبد در حدود ۴ کیلومتر (۲ مایل) جنوب زانتوس، پایتخت لیکیای باستان است. قدمت این مجموعه از اوایل سدۀ ۷ پیش از میلاد مسیح است و باید مرکزی برای لیکیه باشد. در آن سه معبد لتو، آرتمیس و آپولون وجود داشت. این تخته‌سنگ در نزدیکی معبد آپولو پیدا شده‌است و به موزه فتحیه منتقل شد. در حال حاضر کل سایت زیر چندین اینچ آب قرار دارد.

## تاریخ کتیبه

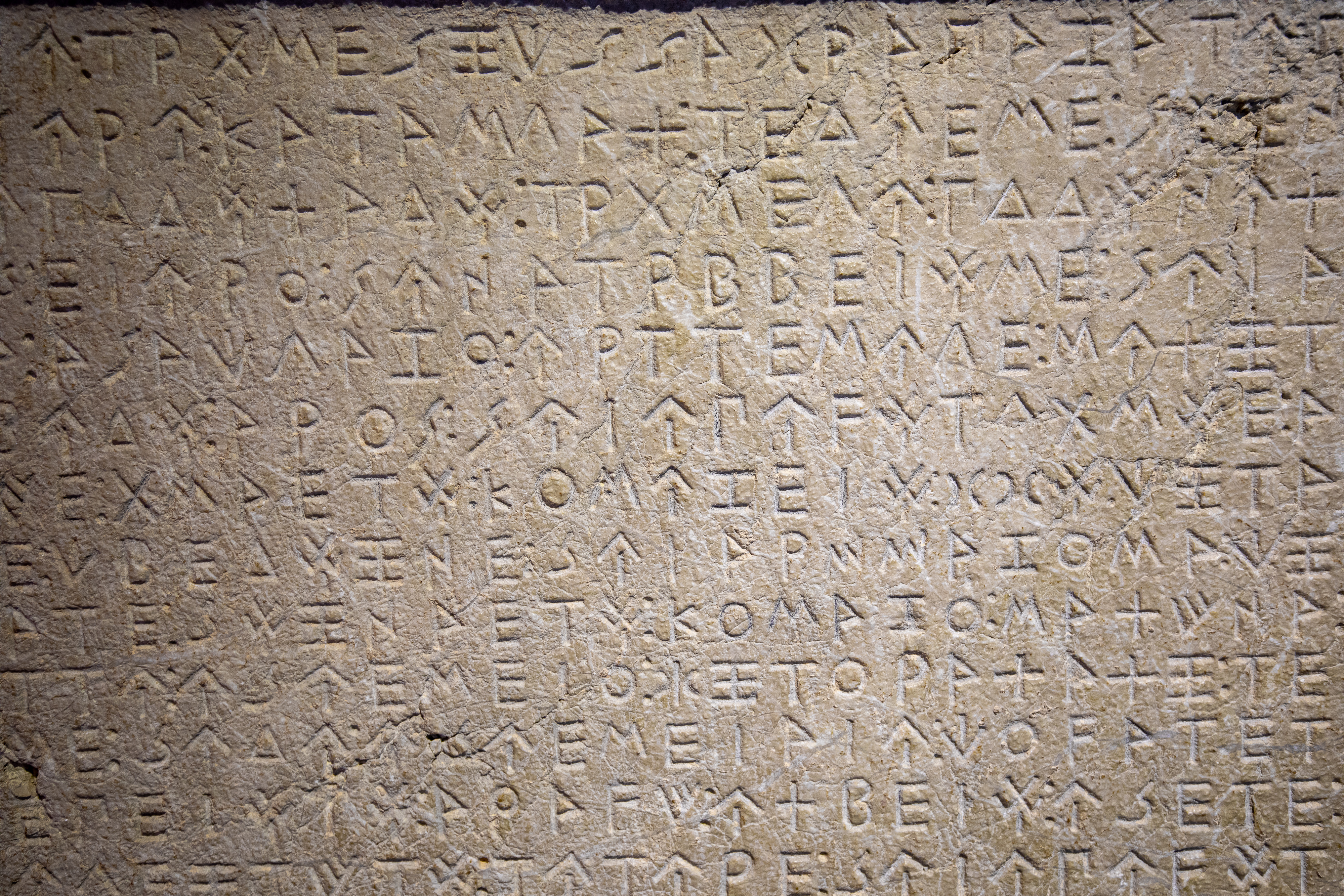
متن از صفحه

در پنج سطر اول نسخه آرامی ذکر شده‌است که این کتیبه در سال اول سلطنت شاهنشاهی پارسی، اردشیر ساخته شده‌است، اما نمی‌گوید کدام اردشیر.
اگر پادشاه مورد نظر اردشیر سوم بود، تاریخ کتیبه اولین سال سلطنت وی ۳۵۸ پیش از میلاد بوده‌است.